# Khottabytj
Khottabytj (russisk: Хоттабыч) er en russisk spillefilm fra 2006 af Pjotr Totjilin.

## Medvirkende
- Vladimir Tolokonnikov som Khottabytj
- Marius Jampolskis som Gena
- Līva Krūmiņa som Annie
- Mark Geykhman som Shaytanych
- Julija Paranova som Lena